# Луиза Юлиана Оранская-Нассау
Луиза Юлиана Оранская-Нассау (31 марта 1576[…], Делфт, графство Голландия — 15 марта 1644, Кёнигсберг) — курфюрстина Пфальца (1593—1610) в браке с Фридрихом IV. Регент Пфальца при малолетнем сыне Фридрихе V в 1610—1611 годах.

## Жизнь

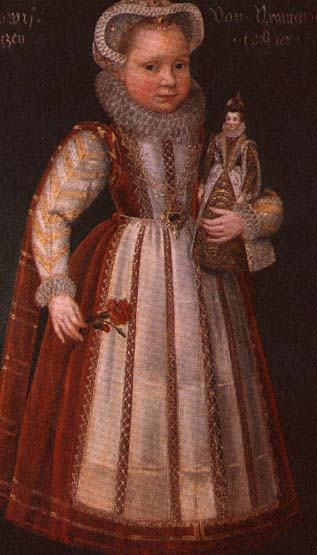
Луиза Юлиана в детстве (ок. 1582)

Луиза Юлиана была первой из Оранского дома, родившейся в Голландии. После того, как её отец был убит в 1584 году, она и некоторые из её пяти сестёр были воспитаны мачехой Луизой де Колиньи.
23 июня 1593 года Луиза Юлиана вышла замуж за Фридриха IV, курфюрста Пфальца.
После смерти мужа в 1610 году она управляла Пфальцем от имени своего сына Фридриха V, известного как «Зимний Король».
Её регентство было прекращено в 1611 году.

## Дети
У Луизы Юлианы было восемь детей:
- Луиза Юлиана (1594—1640) — жена пфальцграфа Иоганна Цвейбрюккенского с 1612 года
- Катарина София (1595—1626)
- Фридрих (1596—1632), будущий курфюрст Пфальца
- Елизавета Шарлотта (1597—1660) — с 1616 года жена Георга Вильгельма, курфюрста Бранденбурга (1595—1640) и мать Фридриха Вильгельма, «Великого курфюрста».
- Анна Элеонора (1599—1600)
- Людвиг Вильгельм (1600)
- Мориц Кристиан (1601—1605)
- Людвиг Филипп (1602—1655) — курпринц Пфальцский, регент Пфальца, женат на принцессе Марии Элеоноре (1607—1675), дочери курфюрста Иоахима Фридриха Бранденбургского.